# Vu Cseng-en
Vu Cseng-en (hagyományos kínai: 吳承恩; egyszerűsített kínai: 吴承恩; pinjin: Wú Chéng'ēn, Sanjang, 1500 körül – ?, 1582 körül) kínai író. Őt tartják az egyik leghíresebb klasszikus kínai regény, a Nyugati utazás szerzőjének.

## Élete
1500 körül született Sanjangban, Csiangszu tartományban. Nagyapja, apja tanulmányi felügyelő volt, írásművészetéhez szükséges alapműveltséget a családtól kapta meg. Apja már nem jutott hivatalhoz, felesége selyemüzletét vezette. A család hanyatlására utal még, hogy elveszett a genealógiája, így Vu Cseng-en már nem tudta apja sírfeliratán felsorolni az ősöket. Már gyerekkorában kitűnt tehetségével, a környékbeli írástudók, mandarinok felfigyeltek rá, mint leendő pályatársra. Ennek köszönhette, hogy negyvennégy évesen sikerült letennie egy alsóbb fokú hivatali vizsgát, és tíz évi várakozás után egy kisebb hivatalhoz is jutott. Nem sokkal később, feltételezhetően az előmenetel kilátástalanságában, valamint a kora miatti megaláztatások miatt, anyja hajlott korára hivatkozva lemondott állásáról. Előtte és utána az írástudók szokásos életét élte. Tehetős barátok támogatása fejében klasszikus nyelven verseket írt, rokonaik számára sírfeliratokat készített, talán a nevükben műveket is írt. 1582 táján hunyt el.

## ANyugati utazás

### Szerzőség
Őt tartják a Nyugati utazás (Hszi-ju-csi; hagyományos kínai: 西遊記; egyszerűsített kínai: 西游记; pinjin: Xī Yóu Jì) szerzőjének, feltehetően késő öregkorában írta. A regény szerzősége máig vitatott, első kiadásai még szerzőség feltüntetése nélkül születtek a 16. században, nevét először egy 17. századi helytörténeti munka kapcsolja a regényhez.

### A regény forrásai
A regény valóságos eseményre épül: Hszüan-cang (történelmi személy, a kínai buddhizmus nagy alakja) elmélkedése közben arra az elhatározásra jutott (629-ben, a császár tilalma ellenére), hogy el kell mennie a buddhizmus szülőföldjére, Indiába, és eredetiben tanulmányozni a szent iratokat. Kalandos útjáról írt Nyugat országainak leírása címmel terjedelmes beszámolót, mely ma is fontos történeti forrás. Útja hírnevet és megbecsülést szerzett neki. A császár hivatalt ajánlott neki, valamint életrajzát felvették a Kiváló szerzetesek életrajzai gyűjteményébe.
Mivel az akkori Kínában nem volt szokás, hogy valaki elhagyja hazáját, alighanem már életében legendák születtek utazásáról. Kezdetben – valószínűleg szájhagyomány útján terjedő – történetét utcai mesemondók regélhették, amely az idők folyamán fokozatosan összetett mesefüzérré állt össze. Történetének első nyomtatásban megjelent formája a 16. századból ismert. Itt a szerzetes mellett már megjelent a majomkirály alakja is.

### Érdekesség
- A regényhez számos folytatás íródott, egyike – Tung Jüe Ami a Nyugati utazásból kimaradt című műve – együtt jelent meg magyarul az eredeti regény második kiadásával.
- A Nyugati utazás ihlette a Dragon Ball című japán manga és anime sorozatot.

### Magyar kiadások
- Vu Cseng-en: Nyugati utazás avagy a majomkirály története. Budapest, Európa Könyvkiadó, 1969. (Fordította és utószót írta Csongor Barnabás.)

- Vu Cseng-en: Nyugati utazás avagy a majomkirály története. Budapest, Európa Könyvkiadó, 1980. ISBN 963-07-2234-8 (Fordította, a jegyzeteket és az utószót írta Csongor Barnabás) 1. kötet, 2. kötet
- Tung Jüeː Ami a Nyugati utazásból kimaradt. Regény; ford., jegyz., utószó Csongor Barnabás; Európa, Bp., 1980